# Antonio Prior

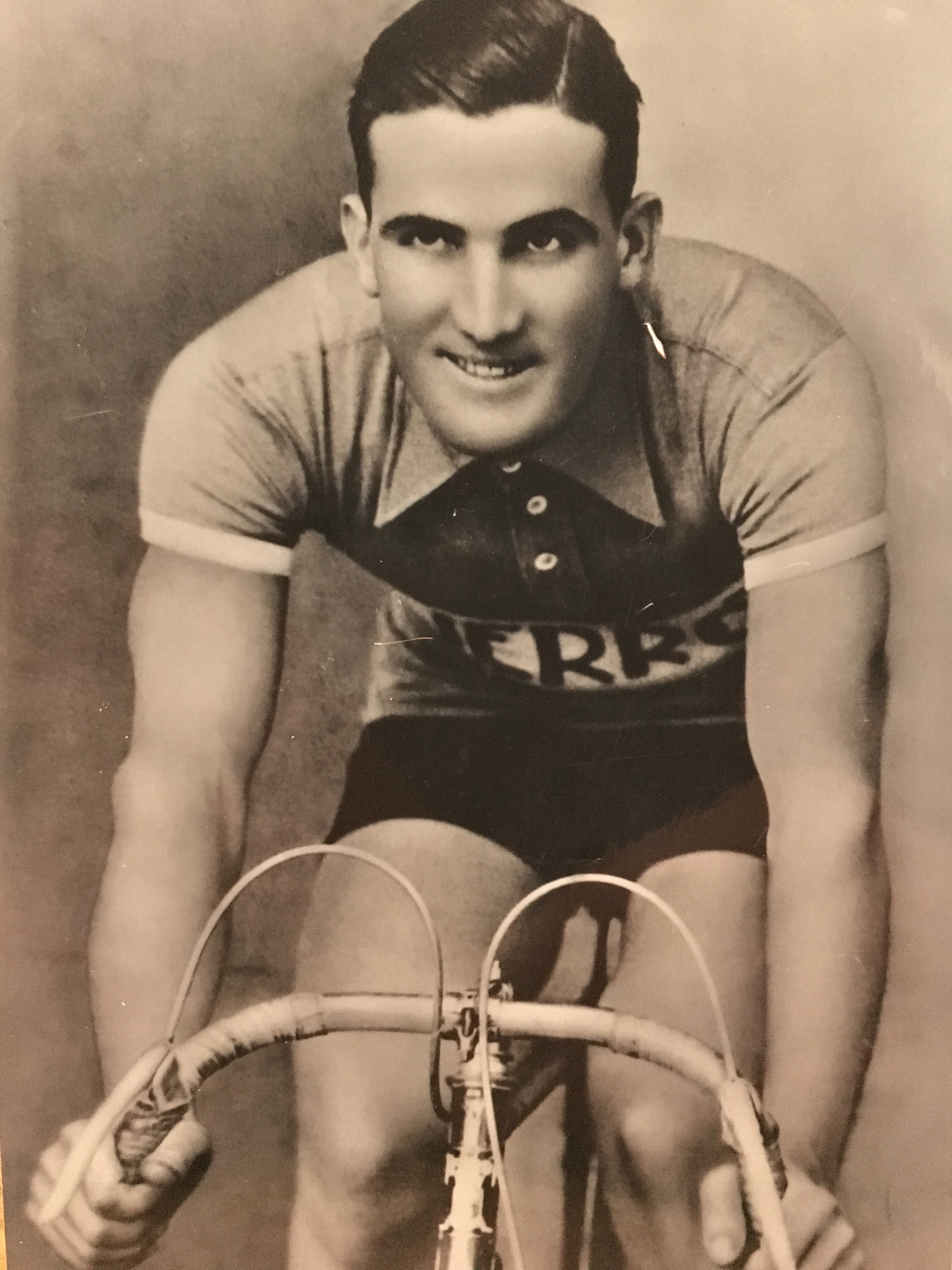
Antonio Prior

Antonio Prior Martínez (* 12. August 1913 in Torreagüera, Murcia; † 11. Juli 1961 in Narbonne) war ein spanisch-französischer Radrennfahrer.

## Sportliche Laufbahn
Prior erhielt 1949 die französische Staatsbürgerschaft, nachdem er bereits einige Jahre in Frankreich gelebt hatte. Er fuhr viele Jahre als Unabhängiger. 1935 gewann er eine Etappe des Grand Premio Republica. 1936 siegte er in der Trofeo Masferrer und gewann das Sechstagerennen von Buenos Aires mit Antonio Ramos als Partner. 1937 wurde er Zweiter der Marokko-Rundfahrt hinter Mariano Cañardo. In dem Etappenrennen siegte er auf drei Tagesabschnitten. 1939 gewann er das Rennen Bordeaux–Pau. 
Die Tour de France 1935 beendete er auf dem 32. Platz, 1937 und 1938 schied er jeweils aus. 1936 war er Teilnehmer der UCI-Straßen-Weltmeisterschaften.